# Leonel Coutinho
Pour les articles homonymes, voir Coutinho.
Sousa Coutinho est un nom portugais ; le premier nom de famille (d'usage facultatif) est Sousa et le second est Coutinho.
Leonel Sousa Coutinho, né le 22 avril 1992, à Vila Real, est un coureur cycliste portugais. 

## Biographie
Leonel Coutinho est originaire de Vila Real. Il commence le cyclisme par le VTT. Il se considère avant tout comme un sprinteur. 
En 2007, il se classe deuxième du championnat du Portugal dans la catégorie cadets (moins de 17 ans). En 2009, il est sacré champion du Portugal de poursuite chez les juniors (moins de 19 ans). Il termine également quatrième du Tour du Portugal juniors, tout en ayant remporté une étape. 
En 2010, il devient champion du Portugal juniors de poursuite par équipes. Sur route, il se classe troisième d'une étape du Trofeo Karlsberg, manche de la Coupe des Nations Juniors. En 2011 et 2012, il devient champion du Portugal de vitesse chez les espoirs (moins de 23 ans). Il s'impose par ailleurs sur des étapes du Tour du Portugal de l'Avenir, et termine sixième d'une édition du Tour de l'Alentejo. Il continue ensuite à courir chez les amateurs en 2013 et 2014, avec de nouveaux succès au Portugal et en Espagne. 
En 2015, il rejoint l'équipe continentale LA Alumínios-Antarte, qui évolue sous licence portugaise. Il court dans cette formation jusqu'en 2016, sans toutefois obtenir de résultats marquants. Leonel Coutinho redescend alors chez les amateurs en 2017, au club galicien Super Froiz. Toujours rapide au sprint, il domine le Mémorial Manuel Sanroma en remportant les deux étapes et le classement général.
Il retrouve finalement le monde professionnel en 2018 au sein de la formation Vito-Feirense-BlackJack.

## Palmarès sur route

### Par année
| - 2007 - 2e du championnat du Portugal sur route cadets - 2009 - 4e étape du Tour du Portugal juniors - 2011 - 3e et 5e étapes du Tour du Portugal de l'Avenir - 2012 - Clásica de Pascua - 2e étape du Tour du Portugal de l'Avenir - 2013 - Prova de Abertura - Clásica de Pascua | - 2014 - Circuit de Moita - 2017 - Mémorial Manuel Sanroma : - Classement général - 1re et 2e étapes - Gran Premio Peregrina - 1re étape du Tour de Galice (contre-la-montre par équipes) |

### Classements mondiaux
| Année           | 2014   |
| --------------- | ------ |
| UCI Europe Tour | 1 057e |

## Palmarès sur piste

### Championnats nationaux
| - 2009 - Champion du Portugal de poursuite juniors - 2e du championnat du Portugal de poursuite par équipes juniors - 3e du championnat du Portugal de vitesse juniors - 2010 - Champion du Portugal de poursuite par équipes juniors - 2e du championnat du Portugal de poursuite juniors | - 2011 - Champion du Portugal de vitesse espoirs - 2e du championnat du Portugal de poursuite par équipes espoirs - 2012 - Champion du Portugal de vitesse espoirs - 2014 - Champion du Portugal de poursuite par équipes espoirs |